# LNB Pro B 2022-23
La LNB Pro B 2022-2023 fue la 84.ª edición del segundo nivel más alto del campeonato francés de baloncesto, la trigésimo séptima bajo la denominación “Pro B”. Los mejores equipos de la división avanzan a la Betclic Élite la temporada siguiente. La competición se desarrolló entre el 14 de octubre de 2022 y el 13 de junio de 2023. Ascendió directamente el Saint-Quentin, tras acabar primero en la temporada regular, y el Élan Chalon después de la disputa de los playoffs.

## Equipos temporada 2022-23
| Equipo                      | Ciudad                     | Pabellón                                     | Capacidad |
| --------------------------- | -------------------------- | -------------------------------------------- | --------- |
| Aix Maurienne Savoie Basket | Aix-les-Bains              | Halle Marlioz                                | 1500      |
| Étoile Angers               | Angers                     | Salle Jean Bouin                             | 3700      |
| Antibes Sharks              | Antibes                    | Azur Arena Antibes                           | 5249      |
| Boulazac                    | Boulazac                   | Le Palio                                     | 5200      |
| Élan Chalon                 | Chalon-sur-Saône           | Le Colisée                                   | 4948      |
| Champagne Basket            | Châlons-en-Champagne Reims | Complexe René-Tys                            | 2800      |
| Denain Voltaire             | Denain                     | Salle Jean Degros                            | 2500      |
| ALM Évreux                  | Évreux                     | Salle Jean Fourré                            | 2500      |
| Alliance Sport Alsace       | Gries & Souffelweyersheim  | Espace Sport La Foret Salle des Sept Arpents | 1450 1500 |
| Lille Métropole             | Lille                      | Palais des Sports Saint-Sauveur              | 1835      |
| Hermine Nantes              | Nantes                     | La Trocardière                               | 4185      |
| Béliers de Kemper           | Quimper                    | Salle Omnisports Michel-Gloaguen             | 2230      |
| Orléans Loiret              | Orleans                    | Palais des sports d'Orléans                  | 3222      |
| Stade rochelais             | La Rochelle                | Salle Gaston Neveur                          | 1994      |
| Saint-Chamond               | Saint-Chamond              | Halle André Boullohce                        | 1200      |
| Saint-Quentin               | Saint-Quentin              | Palais des Sports Pierre Ratte               | 3800      |
| Saint-Vallier               | Saint-Vallier              | Rives Sports Complex                         | 2132      |
| Vichy-Clermont Métropole    | Clermont-Ferrand           | Clermont-Ferrand Sports Hall                 | 4534      |

1. ↑  Formado por la fusión de cinco clubes tras la temporada 2020–21: BC Gries Oberhoffen y BC Souffelweyersheim, que jugaron ambos la temporada 2020–21 de la Pro B, además del BC Nord Alsace, Weyersheim BB y el Walbourg-Eschbach Basket.

## Temporada regular

### Clasificación
Actualizada:13 de mayo de 2023
| Pos. | Equipo                | PJ | G  | P  | PF   | PC   | DP   | Pts | Clasificación o descenso    |
| ---- | --------------------- | -- | -- | -- | ---- | ---- | ---- | --- | --------------------------- |
| 1    | Saint-Quentin         | 34 | 25 | 9  | 2679 | 2442 | +237 | 59  | Ascenso directo a Pro A     |
| 2    | Élan Chalon           | 34 | 25 | 9  | 2693 | 2501 | +192 | 59  | Clasificación para playoffs |
| 3    | Champagne Basket      | 34 | 22 | 12 | 2719 | 2546 | +173 | 56  | Clasificación para playoffs |
| 4    | Lille MB              | 34 | 21 | 13 | 2915 | 2828 | +87  | 55  | Clasificación para playoffs |
| 5    | Boulazac              | 34 | 21 | 13 | 2816 | 2741 | +75  | 55  | Clasificación para playoffs |
| 6    | Antibes Sharks        | 34 | 20 | 14 | 2718 | 2688 | +30  | 54  | Clasificación para playoffs |
| 7    | Orléans Loiret        | 34 | 18 | 16 | 2823 | 2745 | +78  | 52  | Clasificación para playoffs |
| 8    | JA Vichy-Clermont     | 34 | 17 | 17 | 2917 | 2830 | +87  | 51  | Clasificación para playoffs |
| 9    | Alliance Sport Alsace | 34 | 17 | 17 | 2882 | 2879 | +3   | 51  | Clasificación para playoffs |
| 10   | ALM Évreux            | 34 | 17 | 17 | 2630 | 2684 | −54  | 51  |                             |
| 11   | Étoile Angers         | 34 | 16 | 18 | 2851 | 2892 | −41  | 50  |                             |
| 12   | Stade rochelais       | 34 | 15 | 19 | 2645 | 2625 | +20  | 49  |                             |
| 13   | Saint-Chamond         | 34 | 14 | 20 | 2893 | 2930 | −37  | 48  |                             |
| 14   | Denain ASC Voltaire   | 34 | 13 | 21 | 2752 | 2934 | −182 | 47  |                             |
| 15   | Aix Maurienne         | 34 | 12 | 22 | 2628 | 2832 | −204 | 46  |                             |
| 16   | Nantes Basket Hermine | 34 | 12 | 22 | 2605 | 2708 | −103 | 46  |                             |
| 17   | Béliers de Quimper    | 34 | 12 | 22 | 2685 | 2819 | −134 | 46  | Descenso a NM1              |
| 18   | Saint-Vallier         | 34 | 9  | 25 | 2745 | 2992 | −247 | 43  | Descenso a NM1              |

 Fuente: LNB.fr
Criterios de clasificación: 1) puntos; 2) enfrentamientos directos; 3) Diferencia de puntos; 4) Puntos anotados.

## Play-offs
|  | Cuartos de final | Cuartos de final | Cuartos de final | Cuartos de final | Cuartos de final |    |    | Semifinales      | Semifinales | Semifinales | Semifinales | Semifinales |  |   | Final       | Final | Final | Final | Final |  |
|  |                  |                  |                  |                  |                  |    |    |                  |             |             |             |             |  |   |             |       |       |       |       |  |
|  |                  |                  |                  |                  |                  |    |    |                  |             |             |             |             |  |   |             |       |       |       |       |  |
|  | 2                | Élan Chalon      | 82               | 78               | 77               |    |    |                  |             |             |             |             |  |   |             |       |       |       |       |  |
|  | 2                | Élan Chalon      | 82               | 78               | 77               |    |    |                  |             |             |             |             |  |   |             |       |       |       |       |  |
|  | 9                | Gries-Souffel    | 76               | 98               | 64               |    |    |                  |             |             |             |             |  |   |             |       |       |       |       |  |
|  | 9                | Gries-Souffel    | 76               | 98               | 64               |    | 2  | Élan Chalon      | 87          | 84          |             |             |  |   |             |       |       |       |       |  |
|  |                  |                  |                  |                  |                  |    | 2  | Élan Chalon      | 87          | 84          |             |             |  |   |             |       |       |       |       |  |
|  |                  |                  | 5                | Boulazac         | 78               | 83 |    |                  |             |             |             |             |  |   |             |       |       |       |       |  |
|  | 5                | Boulazac         | 5                | Boulazac         | 78               | 83 | 80 | 90               | 95          |             |             |             |  |   |             |       |       |       |       |  |
|  | 5                | Boulazac         |                  |                  |                  |    |    |                  |             |             |             |             |  |   |             |       |       |       |       |  |
|  | 6                | Antibes          | 69               | 92               | 92               |    |    |                  |             |             |             |             |  |   |             |       |       |       |       |  |
|  | 6                | Antibes          | 69               | 92               | 92               |    |    |                  |             |             |             |             |  | 2 | Élan Chalon | 70    | 72    | 83    |       |  |
|  |                  |                  |                  |                  |                  |    |    |                  |             |             |             |             |  | 2 | Élan Chalon | 70    | 72    | 83    |       |  |
|  |                  |                  | 3                | Champagne Basket | 77               | 63 | 68 |                  |             |             |             |             |  |   |             |       |       |       |       |  |
|  | 3                | Champagne Basket | 3                | Champagne Basket | 77               | 63 | 68 | 89               | 81          | 82          |             |             |  |   |             |       |       |       |       |  |
|  | 3                | Champagne Basket |                  |                  |                  |    |    |                  |             | 82          |             |             |  |   |             |       |       |       |       |  |
|  | 8                | Vichy-Clermont   | 75               | 84               | 75               |    |    |                  |             |             |             |             |  |   |             |       |       |       |       |  |
|  | 8                | Vichy-Clermont   | 75               | 84               | 75               |    | 3  | Champagne Basket | 82          | 82          |             |             |  |   |             |       |       |       |       |  |
|  |                  |                  |                  |                  |                  |    | 3  | Champagne Basket | 82          | 82          |             |             |  |   |             |       |       |       |       |  |
|  |                  |                  | 7                | Orléans Loiret   | 63               | 80 |    |                  |             |             |             |             |  |   |             |       |       |       |       |  |
|  | 4                | Lille MB         | 7                | Orléans Loiret   | 63               | 80 | 85 | 71               | 89          |             |             |             |  |   |             |       |       |       |       |  |
|  | 4                | Lille MB         |                  |                  |                  |    |    |                  |             |             |             |             |  |   |             |       |       |       |       |  |
|  | 7                | Orléans Loiret   | 77               | 85               | 90               |    |    |                  |             |             |             |             |  |   |             |       |       |       |       |  |
|  | 7                | Orléans Loiret   | 77               | 85               | 90               |    |    |                  |             |             |             |             |  |   |             |       |       |       |       |  |
|  |                  |                  |                  |                  |                  |    |    |                  |             |             |             |             |  |   |             |       |       |       |       |  |